# Hydroides fusicola
Hydroides fusicola är en ringmaskart som beskrevs av Morch 1863. Hydroides fusicola ingår i släktet Hydroides och familjen Serpulidae. Inga underarter finns listade i Catalogue of Life.